# Geriatria

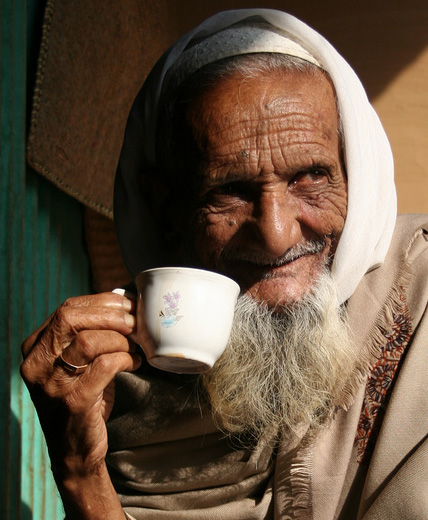
Zmarszczki na twarzy i dłoniach są jednymi z oznak starzenia

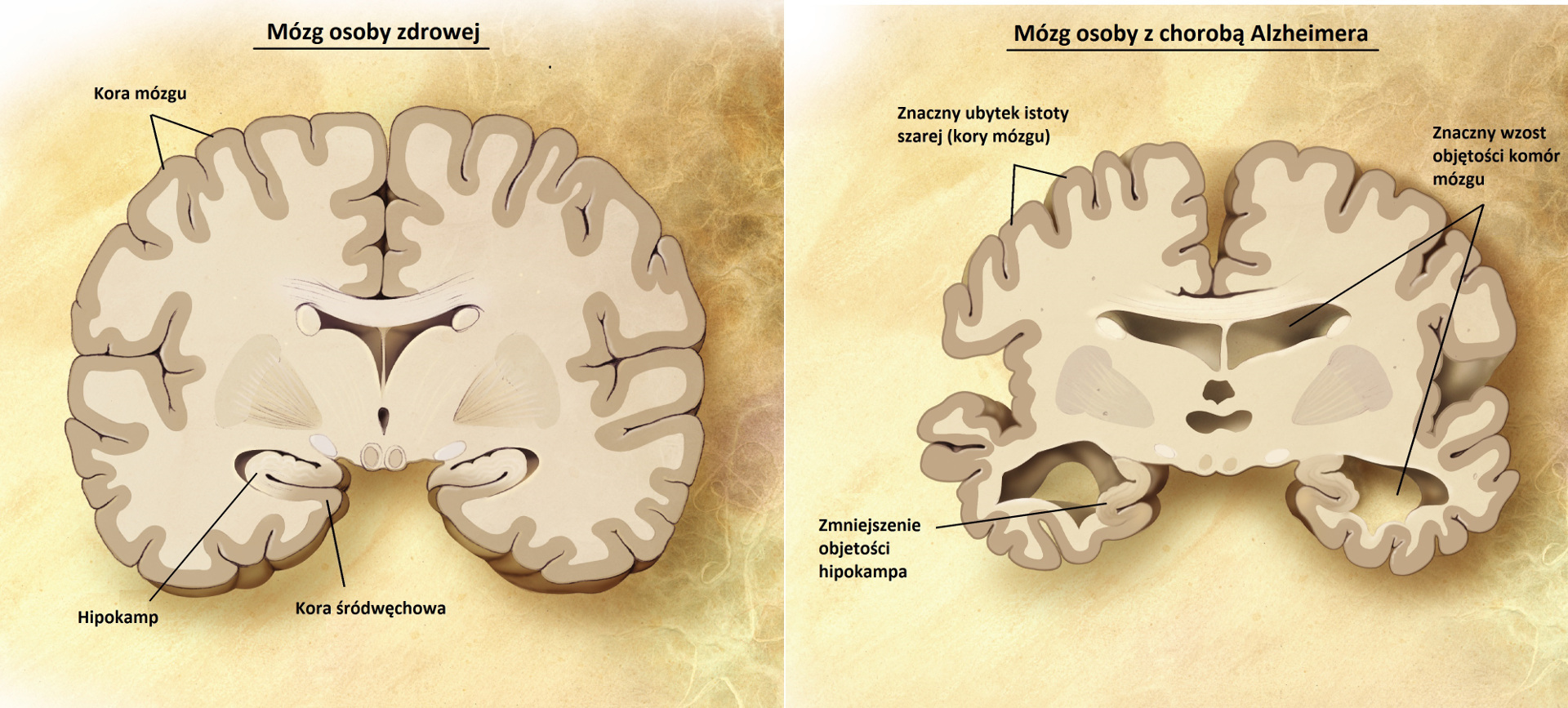
Choroba Alzheimera to przykład schorzenia postępującego wraz z wiekiem. Porównanie budowy mózgu osoby zdrowej (po lewej) i osoby z chorobą Alzheimera (po prawej)

Geriatria – priorytetowa dziedzina medycyny zajmująca się schorzeniami wieku podeszłego. Historycznie wywodzi się z interny, jako „królowej nauk medycznych”, ale aktualnie obejmuje również inne zagadnienia związane ze schorzeniami wieku podeszłego, czerpiąc m.in. z medycyny rodzinnej, neurologii czy psychiatrii. Geriatrii nie należy mylić z gerontologią, która jest nauką o procesach starzenia się.
Pierwsze oznaki starzenia występują w wieku już 30–40 lat, prawnie zaś granicę dostępu do świadczeń ustalono na 60 lat.
Geriatria w Polsce po roku 1990 wykazuje ograniczenia w dostępie do łóżek szpitalnych przeznaczonych na kompleksową opiekę osób w podeszłym wieku. W kraju dostępnych jest tylko około 500 takich łóżek, z czego połowa zlokalizowana jest na Śląsku. W porównaniu z Belgią, gdzie dostępnych jest 7500 takich łóżek, co, według ekspertów, jest liczbą o ⅓ za małą.
Wraz z procesem starzenia się organizmu w ciele i psychice zachodzą charakterystyczne zmiany. Rozwijają się choroby wieku starczego takie jak choroba Alzheimera, Parkinsona czy nadciśnienie tętnicze. Następują również zmiany w fizjologii, takie jak:
- zanik komórek funkcjonalnie czynnych różnych narządów i zastępowanie ich przez tkankę łączną (stłuszczenie wątroby);
- przekształcenie budowy i czynności skóry prowadzące do osłabienia jej roli jako bariery ochronnej organizmu;
- spadek podstawowej przemiany materii ze 100% w wieku 40 lat do ok. 80% powyżej 80 roku życia, upośledzenie czynności wątroby, spadek aktywności enzymów;
- procentowy wzrost zawartości tłuszczu w organizmie, a spadek zawartości wody;
- spadek przepływu nerkowego osocza ze 100% w wieku ok. 30 lat do ok. 50% powyżej 80 roku życia; zmniejsza się też przepływ krwi przez inne narządy;
- obniżenie kwasowości soku żołądkowego;
- zmniejszenie perystaltyki jelitowej;
- zmniejszenie powierzchni całkowitej błon śluzowych przewodu pokarmowego a co za tym idzie zmniejsza się wchłanianie z jelit;
- obniżenie stężenia albumin w osoczu.

Zmiany te mają swoje konsekwencje kliniczne, gdyż w istotnym stopniu wpływają na farmakoterapię pacjentów geriatrycznych. Osoby starsze są bardziej wrażliwe na leki, częściej występują u nich działania niepożądane. Zmiany wzajemnych proporcji tłuszczu i wody w organizmie zmieniają parametry farmakokinetyczne leków – powodują, że leki rozpuszczalne w wodzie osiągają wyższe stężenia niż u zwykłych pacjentów, natomiast leki rozpuszczalne w tłuszczach pozostają w organizmie dłużej. Zmniejszenie poziomu albumin w osoczu powoduje silniejszą konkurencję leków o miejsca wiążące w białkach osocza, co skutkuje zwiększeniem efektu wypierania leków z połączeń z białkami. Zwiększa to ryzyko wystąpienia interakcji między lekami oraz powoduje ich cięższy przebieg. W związku z tym dawkowanie leków dla pacjentów w wieku podeszłym powinno być indywidualnie dobierane, tak aby uwzględniać aktualny stan chorego i możliwe interakcje z innymi przyjmowanymi lekami.
Niektóre leki mogą być u pacjentów starszych mniej skuteczne, gdyż z wiekiem receptory (np. receptor adrenergiczny) stają się mniej wrażliwe na pobudzenie. Jednocześnie z powodu obniżenia masy poszczególnych narządów zmniejszeniu ulega też liczba receptorów. Przy tej samej dawce leku, ilość substancji czynnej przypadająca na jednostkowy receptor jest większa – łatwiej więc o względne wysycenie receptorów, co ujawniać się może efektami przedawkowania oraz wzrostem działania toksycznego.
Problemy medycyny geriatrycznej wynikają nie tylko z fizjologicznych zmian, jakie zachodzą w organizmie wraz z upływem lat. Istotny problemem jest również powszechna w tej grupie wiekowej polipragmazja, czyli przyjmowanie jednocześnie wielu leków.
Prawidłowa opieka geriatryczna powinna uwzględniać, że pacjenci często mają trudność w zrozumieniu wskazówek lekarza i źle przyjmują ordynowane leki. Powinno się kontrolować jakie i ile leków przyjmuje pacjent.

## Specjalizacja lekarska w Polsce
Geriatra – lekarz specjalista, zajmujący się leczeniem osób w wieku podeszłym (powyżej 60–65 roku życia).
Klasyfikacja wiekowa pacjentów jest różna w różnych krajach, wiekiem granicznym jest 60. rok życia. W Polsce przyjęto jako wiek graniczny 65 rok życia.
Geriatria (medycyna wieku podeszłego) to w wielu państwach świata, w tym w Polsce, odrębna specjalność medyczna, analogicznie do pediatrii (medycyny wieku rozwojowego).
Specjalizacja szczegółowa w zakresie geriatrii możliwa jest do uzyskania po uzyskaniu wcześniejszych specjalizacji w zakresie chorób wewnętrznych lub medycyny rodzinnej lub medycyny ogólnej lub neurologii.
W Polsce wyspecjalizowanych było (stan na lipiec 2007) 174 lekarzy, z czego czynnych zawodowo było 120, a tylko 70 pracowało zgodnie ze specjalizacją. Liczba geriatrów w Polsce stale rośnie. W 2017 roku pracowało ich 417, a pod koniec 2021 roku było ich 534. Według danych ze stycznia 2025, w Polsce mamy obecnie 578 geriatrów.
W Polsce na dzień 18 marca 2025 funkcjonuje 65 placówek udzielających świadczenia na NFZ na oddziałach geriatrycznych. Najwięcej takich oddziałów znajduje się na terenie województwa śląskiego (13) i małopolskiego (9).
Organizacjami zawodowymi lekarzy geriatrów są Kolegium Lekarzy Specjalistów Geriatrii w Polsce i Sekcja Geriatryczna Polskiego Towarzystwa Lekarskiego. Osoby zainteresowane geriatrią i gerontologią zrzesza Polskie Towarzystwo Gerontologiczne.
Konsultantem krajowym geriatrii od 2 września 2020 jest prof. dr hab. n. med. Tomasz Targowski.